# Federico Bahamontes
Federico Martín Bahamontes (jako Alejandro Bahamontes, 9. července 1928 Santo Domingo-Caudilla – 8. srpna 2023 Valladolid) byl španělský silniční cyklista, známý pod přezdívkou El águila de Toledo (Orel z Toleda).
Proslul jako specialista na horské etapy, byl prvním cyklistou v historii, který dokázal vyhrát vrchařskou soutěž na všech třech Grand Tours: Tour de France (1954, 1958, 1959, 1962, 1963 a 1964), Giro d'Italia (1956) a Vuelta a España (1957 a 1958). Vyhrál celkovou klasifikaci Tour de France v roce 1959 jako první Španěl v historii, byl druhý v roce 1963 a třetí v roce 1964. Na Vueltě bylo jeho nejlepším výsledkem druhé místo v roce 1957. Získal sedm etapových vítězství na Tour, tři na Vueltě a jedno na Giru. Kromě toho byl mistrem Španělska v silničním závodě jednotlivců mezi amatéry v roce 1950 a mezi profesionály 1958, pětkrát vyhrál závod Subida a Arrate, dvakrát Kolem Asturie a jednou Escalada a Montjuïc.
V roce 2013 vyhrál anketu časopisu L'Équipe o nejlepšího vrchaře v historii Tour de France.
Vzpomínka na Bahamontesovo vítězství na Tour se objevila ve filmu Amélie z Montmartru. Zmiňuje se o něm také Miguel Delibes v románu Pět hodin s Mariem, český cyklista Pavel Doležel podle něj dostal přezdívku Toleďák.
Zemřel 8. srpna 2023 ve věku 95 let.